# Dolina Lalek: Tribute to Kryzys vol. 2
Dolina Lalek: Tribute to Kryzys vol. 2 – tribute album poświęcony zespołowi Kryzys wydany w 2006 przez wytwórnię Manufaktura Legenda.

## Lista utworów
1. T.Love – "Ambicja" – 4:23
2. Komety – "Telewizja" – 1:31
3. Futro – „Wojny gwiezdne” – 4:08
4. Farben Lehre – „Dolina Lalek” – 2:14
5. Hajdasz Syn Hajdasza – „Święty szczyt” – 4:29
6. Kalkomania – „Mam dość" – 4:17
7. Multicide – „Ambicja” – 3:39
8. Skarpeta – „Małe psy” – 1:52
9. Starzy Singers – „Dolina Lalek” – 3:51
10. Stan Zvezda – „Święty szczyt” – 3:43
11. Nowy Świat – „Wojny gwiezdne” – 2:53
12. Gangrena – „Armageddon” – 3:08
13. Procesor Plus – „Mam dość" – 3:03
14. Los Trabantos – „Dolina Lalek” – 4:39
15. Star of 77 – „Wojny gwiezdne” – 7:01
16. Analogs – „Co chcesz?” – 1:57
17. The Brillsteiners – „Święty szczyt” – 3:05
18. Killa Famila – „Dolina Lalek” – 3:41
19. Jedynie Skała – „Wojny gwiezdne” – 3:46
20. Meble – „Recesja (Ambicja)” – 5:43
21. 2 Hand Beatnix – „Ambicja” – 4:10